# Illa de Savo
Savo és una illa volcànica de les illes Salomó, a l'oceà Pacífic. Administrativament forma part de la Província Central de les Illes Salomó. Es troba a uns 35 quilòmetres de la capital nacional d'Honiara. El principal poble de l'illa, al nord, és Alialia. S'hi parla el savosavo, una llengua papú oriental, tot i que també hi ha una minoria de parlants de gela.
Les aigües que envolten l'illa van ser el lloc de cinc de les set principals batalles navals durant la batalla de Guadalcanal a la Guerra del Pacífic de la Segona Guerra Mundial. Com a conseqüència d'aquestes batalles hi ha molts vaixells enfonsats al sud-est de l'illa, motiu pel qual la badia es coneix com Ironbottom Sound.

## Geografia
Savo té una forma gairebé circular, amb 6 quilòmetres per 7 quilòmetres. Es troba a 15 quilòmetres al nord-est del cap Esperance, l'extrem nord de Guadalcanal. El punt més alt de l'illa és un estratovolcà de 485 metres, que va entrar en erupció per última vegada entre 1835 i 1847. L'erupció va ser tan forta que va acabar amb tota la vida a l'illa. La primera erupció documentada data de 1568. Segons l'Organització Mundial d'Observatoris Volcànics (WOVO), el volcà és actiu cada 100 o 300 anys. A l'illa hi ha guèisers, llacs de fang i aigües termals.
L'illa és coneguda pels "camps d'ous" dels megapòdids, uns ocells que nien a l'illa i enterren els ous a la sorra càlida per incubar-los. Els ous, una mica més grans que els d'ànec, són aprofitats pels habitants de l'illa per preparar truites i altres plats.

## Història

### Descobriment i exploració europea
La primera observació documentada de l'illa per part d'exploradors europeus va ser per l'expedició castellana d'Álvaro de Mendaña l'abril de 1568 i la van anomenar Sesarga.
El 15 de març de 1893 va ser declarada part del protectorat de les Illes Salomó Britàniques. Va ser ocupada per l'Imperi Japonès durant les primeres etapes de la Guerra del Pacífic.

### Segona Guerra Mundial
A causa de la seva proximitat a l'illa de Guadalcanal foren nombroses les batalles que es van disputar en les seves aigües entre les forces navals aliades i la Marina Imperial Japonesa. Destaquen les batalles de l'illa de Savo (8-9 d'agost de 1942), del Cap Esperance (11-12 d'octubre de 1942), de Guadalcanal (13-15 de novembre de 1942) i de Tassafaronga (30 de novembre de 1942).
Des de 1978 forma part de l'estat independent de Salomó.